# Strange Days (Album)
Strange Days ist das zweite Studioalbum der US-amerikanischen Rockband The Doors. Es erschien im September 1967 bei Elektra Records. Es wurde auf Platz 409 in die Liste der 500 besten Alben des Magazins Rolling Stone aufgenommen.

## Geschichte
Die Songs von Strange Days wurden wie die des Vorgängers bereits in den Jahren 1965 bis 1966 geschrieben. Das Album wurde von März bis Mai 1967 bei Sunset Sound Recorders in Hollywood (Kalifornien) aufgenommen. Produzent Paul A. Rothchild sagte:

“We all thought it was the best album. Significantly, it was also the one with the weakest sales. We were confident it was going to be bigger than anything The Beatles had done. But, there was no single. The record died on us.”

„Wir dachten alle, es sei das beste Album. Bezeichnenderweise war es auch das mit den schwächsten Verkaufszahlen. Wir waren davon überzeugt, dass es größer sein würde als alles, was die Beatles gemacht hatten. Aber es gab keine Single. Die Platte ist uns krepiert.“

Trotz Rothchilds Einschätzung, die sich auf das Fehlen einer Single, die mit Beatles-Erfolgen vergleichbar war, bezog, erreichte das Album Platz 3 der US-amerikanischen Charts sowie Goldstatus. Auch wurden zwei Singles veröffentlicht: People Are Strange erreichte Platz 12, Love Me Two Times Platz 25.

## Cover
Das Cover des Albums zeigt die rechte Seite einer schmalen Gasse einer Stadt, auf der verschiedene Zirkusartisten zu sehen sind: ein Kraftmensch, ein tanzender Liliputaner, ein Jongleur, ein Artist, der eine Frau in der Schwebe hält, und ein Trompeter. Das Foto auf der Rückseite bildet die linke Seite des Gasse ab, wo derselbe Liliputaner einer in einer Tür stehenden großgewachsenen Frau offenbar für ein Almosen sein Tamburin entgegenhält. Das Foto enthält auf der Frontseite weder einen aufgedruckten Namen der Band noch den Namen des Albums. Lediglich an der Wand sieht man auf beiden Seiten ein Konzertplakat der Doors mit zusätzlich befestigtem Streifen „Strange Days“. Die Rückseite enthält dann alle notwendigen Angaben zum Album.

## Kritik
Die Seite Allmusic gab dem Album 3,5 von 5 Sternen und schrieb, da viel des zuvor geschriebenen Songmaterials bereits für die erste Platte verwendet wurde, „the band’s second effort isn’t as consistently stunning as their debut, though overall it’s a very successful continuation of the themes of their classic album.“

## Titelliste
Alle Stücke wurden von The Doors (John Densmore, Robby Krieger, Ray Manzarek und Jim Morrison) geschrieben.

### Seite eins
1. Strange Days – 3:11
2. You’re Lost Little Girl – 3:03
3. Love Me Two Times – 3:18
4. Unhappy Girl – 2:02
5. Horse Latitudes – 1:37
6. Moonlight Drive – 3:05

### Seite zwei
1. People Are Strange – 2:13
2. My Eyes Have Seen You – 2:32
3. I Can’t See Your Face in My Mind – 3:26
4. When the Music’s Over – 10:58

### Bonustitel der 40th Anniversary Edition
1. People Are Strange (False Starts & Studio Dialogue) – 1:57
2. Love Me Two Times (Take 3) – 3:19